# Polypedilum limpidum
Polypedilum limpidum är en tvåvingeart som först beskrevs av Oskar Augustus Johannsen 1932.  Polypedilum limpidum ingår i släktet Polypedilum och familjen fjädermyggor. Inga underarter finns listade i Catalogue of Life.